# Daumants Dreiškens
Daumants Dreiškens (28. marts 1984 i Gulbene i Lettiske SSR) er en lettisk bobslædekører, der har konkurreret i sportsgrenen siden 2003, hvor han tidligere spillede basketball for klubben Gulbenes Buki. Han vandt sammen med Oskars Melbārdis, Intars Dambis og Jānis Miņins en bronzemedalje i firemands-bobslæde under VM i bobslæde og skeleton 2009 i Lake Placid. Dreiškens har også deltaget i to olympiske vinterlege, hvor hans bedste resultat var en sjetteplads ved OL i 2006 i Torino.